# Divididos por la felicidad
Divididos por la felicidad es el álbum debut del grupo musical argentino de post-punk Sumo. Fue publicado el 1 de abril de 1985, bajo el sello discográfico CBS Records. Considerado el quinto mejor álbum de la historia del rock nacional argentino por la revista Rolling Stone.

## Grabación y lanzamiento
El nombre es un homenaje al grupo musical británico del género post-punk Joy Division.
El disco fue grabado en los estudios CBS de Buenos Aires y se presentó los días 11 y 12 de mayo de 1985, en el teatro Astros. 
Con este disco Sumo se lanzó al estrellato y salió del circuito underground como bares y pubs. Luca Prodan, líder y cantante del grupo, comenzó a hacerse más conocido. La canción «La rubia tarada» fue el mayor éxito de este álbum y del grupo musical. El nombre original de la canción era «Una noche en New York City».La letra de la canción «Mejor no hablar (de ciertas cosas)» (una de las canciones más exitosas del grupo) fue escrita por el Indio Solari.  La historia de esta canción se remonta al 21 de septiembre de 1982, cuando los Redonditos de Ricota invitaron a Luca Prodan y Roberto Pettinato a tocar como invitados en un festival en el estadio del club Gimnasia y Esgrima de Buenos Aires. Como ya había ocurrido en otras ocasiones, el Indio Solari se negó a actuar en un festival diurno y compartiendo escenario con otras bandas. Por ese motivo, y ante la decisión del resto de la banda de tocar en ese festival, Solari vio la actuación desde el público y Prodan cantó todo el recital en reemplazo suyo. Al momento de probar sonido le llamó poderosamente la atención esta canción, muy lenta, que la banda tocaba en forma casi improvisada. Simplemente era la banda zapando y Solari recitando la curiosa letra en un estilo muy similar a los "monólogos con fondo musical" que todavía por esa época solía hacer Enrique Symns en los recitales de los Redonditos de Ricota. Luca le comentó su interés a  Poly, la productora de los Redondos quien le dijo que "le regalaban" el tema. De hecho los Redondos nunca más volvieron a interpretarlo. Al volver a su sala de ensayos Prodan se la tararea a Arnedo y le pide que acelere el ritmo de bajo para acercarla al sonido característico de Sumo. La canción ya estaba contenida en Corpiños en la Madrugada y es en este disco cuando adquiere su forma definitiva.
También repiten, de Corpiños en la Madrugada, “Divididos por la felicidad” y “Debede”, junto a canciones de un sonido reggae preciosista nunca escuchado hasta entonces en el rock nacional, como "No acabes”, “Regtest”, “El reggae de paz y amor”, “No duermas” y “Kaya”

## Recepción
A destiempo y gracias a algunos signos providenciales, el rock argentino pudo recuperar de golpe casi ocho años de historia y completar la asignatura pendiente que dejó el punk como bomba de cambio: Divididos por la felicidad, el álbum debut de Sumo, apareció como un manual de supervivencia para la generación post Malvinas justo cuando empezaba el fin de la alegría democrática. El impacto fue tremendo y aún hoy sigue sorprendiendo la irreverente mirada de Luca Prodan para sacudir una escena tan alejada de sus años de formación en la lejana Inglaterra. De allí proviene el reggae blanco con mueca prepotente, las derivaciones del punk como materia evolutiva en la búsqueda de climas oscuros y actitud combativa, y los primeros experimentos entre rock crudo y música electrónica. Pero lo más interesante aparece en la extraña integración entre la idiosincrasia de un italiano fugitivo y sus secuaces argentinos. Cinco tipos en estado de shock permanente frente al tornado que dirigía una orquesta desquiciada, cantaba raro y revelaba los síntomas de la enfermedad cada vez que subía a un escenario. Luca sabía que no le quedaba mucho tiempo de vida y decidió jugar esas últimas cartas en un proyecto imposible. Invirtió ahorros en equipos e instrumentos, siguió cantando en inglés en una época difícil para la lengua de Byron y convirtió a Sumo en una formación capaz de transformarse en grupos paralelos como Ojos de Terciopelo, Sumito, y la Hurlingham Reggae Band. Y fue justamente el repertorio jamaiquino de este último alias el que cautivó a un capo de CBS. Después de algunas charlas y con el compromiso de agregar algunos reggaes al track list, Sumo comenzó a grabar su primer disco en octubre de 1984. Sin experiencia previa, salvo una producción independiente registrada en casete bajo el título de Corpiños en la madrugada (1983), el sexteto trasladó al estudio la anarquía que dominaba sus shows. Todos los integrantes tuvieron su cuota de opinión en cómo debía sonar el disco y de esa bendita inocencia surgió un ruido tan real como imperfecto pero la conjunción de esos elementos fue una explosión de novedades. El eje maestro que formaban Ricardo Mollo y Diego Arnedo dejaba lugar para el expresionismo ruidoso de Germán Daffunchio o los raptos esquizoides del saxo de Roberto Pettinato y, por detrás, como auténtico guardián del tiempo, Superman Troglio enderezaba todos los desniveles de la muralla. En lo más alto, el bravo clamor de Luca llamaba a tomar las armas aunque la cadencia de un reggae sugiriera lo contrario. Plagado de enigmas para la época, Divididos… invitaba a descubrir y perderse en su simbología oscura. La tapa mostraba una imagen tomada de la televisión en la que dos ballenas yacían en una playa. El título incluye más señales: como una cita explícita a Joy Division, la banda inglesa que marcó el camino a las tendencias conocidas como after-punk y dark-rock, la traducción imperfecta tenía algo de apropiación criolla y homenaje velado. Otra extraña conexión: la letra de “Mejor no hablar de ciertas cosas” pertenece al Indio Solari y fue cedida por el líder de los Redondos luego de comprobar que Luca se había adueñado de la canción cuando lo reemplazó en una ocasión en que la banda platense tocó sin su voz original. La primera aproximación al sonido Sumo atrapa desde el cuchicheo de las chicas pitucas que planean estrategias de seducción antes que arranque el estallido disco-funk de “La rubia tarada”, una danza mala onda con pasajes de comedia a cargo de Geniol. En cada escala reggae del disco sobresale la técnica marciana de Troglio, considerado por Prodan “el mejor batero blanco de reggae del mundo”; y desde los ritmos roots hasta las primeras implicancias del dub están presentes en esas intervenciones: por momentos Sumo parece The Clash y con el tiempo Clash se parece a Sumo. En “Mula plateada”, un ska con rítmica tribal, surge otro de los destellos vaguardistas y “Debede” suena más actual que LCD Soundsystem con su desarrollo electro-disco-punk- Buena parte de lo que escuchamos hoy nació con el disco azul de Sumo. Desde Los Piojos a Los Tipitos, toda la generación del reggae y ska, y ni qué hablar de Intoxicados, conocen de memoria el tratado de estilo que un italiano escribió hace más de veinte años junto a cinco inadaptados, al sur de todas las cosas.
Nota de la revista Rolling Stone de los 100 mejores discos del rock nacional.

## Lista de canciones
| N.º | Título                             | Escritor(es)                               | Duración |  |
| 1.  | «La rubia tarada»                  | Prodan, Arnedo, Daffunchio                 | 3:41     |  |
| 2.  | «Mula plateada»                    | Prodan, Arnedo, Daffunchio, Mollo, Troglio | 3:56     |  |
| 3.  | «No acabes»                        | Prodan, Arnedo, Daffunchio                 | 3:54     |  |
| 4.  | «Regtest»                          | Prodan                                     | 3:46     |  |
| 5.  | «Reggae de paz y amor»             | Prodan, Arnedo, Troglio                    | 4:19     |  |
| 6.  | «Debede»                           | Prodan, Arnedo, Daffunchio                 | 2:54     |  |
| 7.  | «Mejor no hablar de ciertas cosas» | Solari, Prodan, Arnedo, Daffunchio         | 4:49     |  |
| 8.  | «Divididos por la felicidad»       | Prodan, Daffunchio                         | 5:04     |  |
| 9.  | «No duermas más»                   | Prodan, Arnedo, Daffunchio                 | 3:03     |  |
| 10. | «Kaya»                             | Prodan, Arnedo, Troglio                    | 3:14     |  |

## Integrantes
- Luca Prodan: voz principal y coros.
- Ricardo Mollo: guitarra principal (eléctrica y sintetizada).
- Germán Daffunchio: guitarra ritmica, coros y sintetizador en "No Acabes".
- Roberto Pettinato: saxofon alto y tenor.
- Diego Arnedo: bajo, contrabajo, piano en "No Acabes" y coros.
- Alberto "superman" Troglio: batería y caja de ritmos.

## Producción
Ingeniero de sonido: Luis Brozzoni.
Fotografías por cortesía de Max Stuart (Australia).
Muchas gracias a: Geniol con Coca, Alejandro Sokol, Tito Fargo, Las chicas del baño, Stephanie Nuttal, Quito Figueroa y Mauricio Plomex.
Grabado y mezclado entre octubre de 1984 y enero de 1985.